# Дэвис, Кларисса
Кларисса Гленнет Дэвис, также известна, как Кларисса Дэвис-Райтсил (англ. Clarissa Glennet Davis; род. 4 июня 1967 года, Сан-Антонио, Техас, США) ― американская профессиональная баскетболистка, выступавшая в Женской национальной баскетбольной ассоциации. В составе национальной сборной США стала бронзовым призёром Олимпийских игр 1992 года в Барселоне. В 2006 году была включена в Женский баскетбольный зал славы. Играла под руководством тренера Майка Флойда в команде «Джон Джей Мустангс», а затем в команде Техасского университета. Кроме того, выступала в Турции в составе «Галатасарая» и «Фенербахче», где выиграла чемпионат в составе обоих конкурирующих клубов.

## Любительская карьера
- Выиграла награду Нейсмита в 1987 и 1989 годах и премию Уэйда в 1989 году[1]
- В 1989 году была признана Национальным игроком года
- В 1986 году была признана Самым выдающимся игроком NCAA
- Вошла в команду десятилетия NCAA.
- Забила 2008 очков во время выступлений за студенческую команду, в среднем 19,9  очков за игру.

## Национальная сборная
Дэвис впервые играла на международном уровне в 1986 году, победоносно выступив на чемпионате мира 1986 года. Также Кларисса сыграла в 1986 и 1994 году на Играх доброй воли, а в 1987 году ― на Панамериканских играх. На Олимпиаде 1988 года в Сеуле она была запасной, а в 1992 году на Олимпийских играх в Барселоне в составе национальной сборной США выиграла бронзовую медаль, став вторым по результативности игроком команды, набирая по 13,0 очка в среднем за игру.

## Карьера в ВНБА
Кларисса Дэвис была выбрана во втором раунде под общим 22-м номером на драфте ВНБА 1999 года клубом «Финикс Меркури», в составе которого отыграла лишь один сезон, проведя всего четырнадцать игр, набирая по 9,3 очка в среднем за игру.

## Тренерская карьера
Дэвис работала в «Сан-Антонио Спёрс» с 1999 по 2002 годы. Приняла участие в успешной кампании по приобретению франшизы «Сан-Антонио Старз», после чего работала в команде главным операционным директором с 2002 по 2006 годы. В сезоне 2006/2007 годов работала ассистентом главного тренера в «Техас Лонгхорнс» в родном университете. Покинула команду, чтобы занять аналогичную должность в «Ратгерс Скарлет Найтс» в тренерском штабе Вивиан Стрингер. В 2009 году уволилась с работы, чтобы иметь возможность ухаживать за своей больной матерью.